# Pardo di Larino
Pardo di Larino (II o IV o VI secolo? – 17 ottobre III o V o VII secolo?) fu un vescovo del II-III o IV-V o VI-VII secolo; è venerato come santo dalla Chiesa cattolica.

## Biografia
La sua vita ci è giunta in duplice redazione: l'anonima "Vita brevior" (circa X secolo) e la "Vita prolixior" del levita larinese Radoyno (circa X-XI secolo). Le notizie sulla vita del santo sono discordanti. A Lucera, infatti,  la sua esistenza viene posta nel III secolo (come da "Vita prolixior") e per il vescovo Tria sarebbe morto verso il 265 d.C. circa; ma questa data non è supportata da alcuna fonte che la confermi, ed è una mera supposizione dell'autore. Nella più antica ed anonima "Vita brevior" la sua esistenza non è collocabile nel tempo, ma si può solo dedurre che il santo visse e morì prima dell'arrivo in Italia di Costante II (663 d.C.), tanto da far pensare ad alcuni autori religiosi del passato che fosse contemporaneo di S. Barbato, vescovo di Benevento (menzionato in entrambe le "Vite"), e quindi vissuto tra la fine del VI e la metà del VII secolo. Resta attualmente difficile collocare cronologicamente la sua parabola terrena. 
Secondo le "Vite", Pardo era vescovo di un'anonima città del Peloponneso, vecchietto canuto, con una folta barba bianca, al quale mancava un pollice. ''Venuto in odio ai malvagi, fu da essi costretto ad andarsene in esilio'' (qualche studioso sostiene che l'autore avesse come riferimento ideale le persecuzioni di VIII - IX secolo a seguito dell'iconoclastia); lasciò con alcuni chierici la sua chiesa del Peloponneso e, peregrinando, si recò a Roma, presso il Papa (Cornelio, papa dal marzo 251 al giugno 253, secondo la "Vita prolixior"; un ignoto papa secondo la "Vita brevior", che per il vescovo di Lucera Pietro Ranzano sarebbe papa Gregorio Magno).
La storia prosegue con il suo trasferimento a Lucera. Secondo la "Vita prolixior", a Roma fu raggiunto da alcuni suoi concittadini, che supplicandolo tentarono di convincerlo a ritornare alla sua sede; ma egli, già in età avanzata e di salute malferma, non esaudì le loro richieste, e su consiglio del Papa concesse loro la possibilità di eleggere un nuovo vescovo. Ottenuta dal Papa la facoltà di ritirarsi in un luogo della Puglia, accompagnato dai suoi chierici raggiunse un luogo nei pressi di Lucera. Giunto a Lucera, avrebbe fatto edificare due chiese: la tradizione locale pretende che siano l'una quella dedicata a San Giacomo Maggiore Apostolo o ai Santi Apostoli Filippo e Giacomo Maggiore (collocata secondo alcuni storiografi nella zona dell'attuale chiesa parrocchiale di S. Giacomo); l'altra sarebbe l'antica cappella di Santa Maria della Spiga, edificata probabilmente sui resti di un tempio romano, a nord del centro storico. Rimasto per molti anni a condurre una vita di penitenza e preghiera, si sarebbe spento il 17 ottobre di un anno imprecisato nella sua piccola cella. Nei documenti agiografici che ci trasmettono la sua vita non si trovano tuttavia elementi per dire che fosse stato vescovo di Lucera, in quanto non viene mai indicato come tale nelle due "Vite".

## Il trafugamento del corpo e la fonte di San Pardo
A Larino il Cristianesimo era giunto secoli prima. Nell'antica regio II Apulia et Calabria avvennero persecuzioni drammatiche e piuttosto cruente, che come a Roma portarono i credenti della nuova fede ad essere incarcerati e poi uccisi. Tale sorte toccò a tre fratelli larinesi durante l'impero di Diocleziano: Primiano, Firmiano e Casto; catturati dalle guardie dell'Impero ed incarcerati, furono uccisi nel Colosseo il 15 maggio del 303, o secondo un'altra ipotesi all'interno dell'anfiteatro romano di Lucera.
Secondo le due "Vite", Larino fu invasa dai Saraceni e distrutta (alcuni storici citano gli anni 841-842). I cittadini furono dispersi nelle campagne circostanti e in una città ormai deserta e diroccata gli abitanti di Lesina ebbero modo di trafugare le Sacre reliquie dei santi Primiano e Firmiano. Tornati nella loro città, i Larinesi scoprirono il furto e vennero a sapere che a commetterlo erano stati i Lesinesi insieme con i Lucerini, ivi trasferitisi assieme al loro vescovo prima della distruzione della loro città ad opera di Costante II nel 663 d.C.. Essi allora, organizzatisi, partirono alla volta di Lesina per recuperare le reliquie dei loro santi, ma inspiegabilmente si diressero verso Lucera e, aggirandosi intorno ad essa, raggiunsero il luogo dove era sepolto San Pardo, trovandolo intatto e mancante solo di un pollice. Considerarono il ritrovamento del corpo come un segno della volontà divina e, rubato un carro agricolo ed ornatolo poi con dei fiori, trasportarono le spoglie del santo a Larino, di cui fu proclamato protettore. Era il 26 maggio 842. La leggenda narra che, arrivati nei pressi della cittadina, i buoi che trainavano il carro, sfiniti dal viaggio, si fermarono, riottosi a proseguire il loro cammino. Il conduttore, pregando San Pardo affinché lo aiutasse a portare a termine il suo viaggio, fu illuminato dall'idea apparentemente inutile di piantare un bastone in terra. Non appena il conducente ebbe eseguito questa azione, iniziò a sgorgare acqua che permise ai buoi di abbeverarsi e finire il loro viaggio. Tuttora in quel luogo sorge la fonte di San Pardo, a ricordo del leggendario evento.
Secondo le "Vite", inoltre, quando gli Ungari giunsero in Italia, "sterminarono tutti i cristiani incontrati sul loro cammino, considerandoli nemici, occuparono città fortificatissime e, dopo aver spopolato le regioni italiche, attaccarono due volte Larino e la distrussero completamente" (alcuni storici citano gli anni 938 e 947). Al primo attacco, per le preghiere dei larinati sulla tomba di San Pardo, i prigionieri furono liberati e i nemici presi da spavento fuggirono "nelle loro regioni di origine", lasciando anche tutto il bottino preso. Al secondo attacco, gli Ungari riuscirono a penetrare nella chiesa dedicata a san Pardo, ma vennero accecati.

## La festa di San Pardo

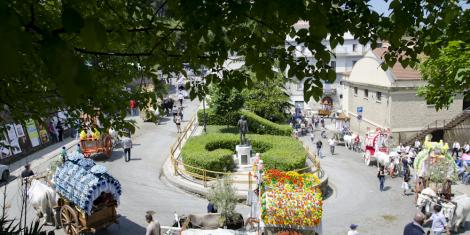
Carri addobbati con i fiori di carta crespa

La caratteristica festa del patrono San Pardo si svolge il 25, 26 e 27 maggio.
Le origini di questa festa sono datate all'anno 842, quando alcuni abitanti sopravvissuti all'invasione dei Saraceni trovarono il sepolcro che racchiudeva il corpo del Santo e lo riportarono in città su un carro. L'allestimento dei carri (oggi se ne contano circa 130) è un'operazione che richiede tempo ed impegno. I carri sono trainati da pecore, vitelli, mucche e buoi, artisticamente addobbati e ricoperti di fiori.
Il Carro rappresenta il simbolo della famiglia tramandato di generazione in generazione, in segno di continuità della tradizione.
Ciascun carro è contraddistinto da un numero progressivo, attribuitogli a seconda della data di creazione; i numeri più bassi corrispondono a quelli più antichi, quelli più alti sono di origine recente.

### 24 maggio

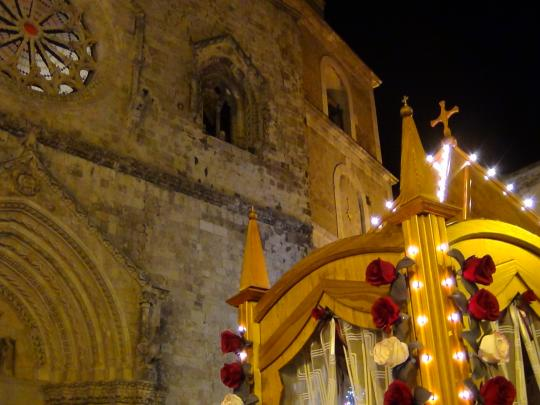
I carri di sera con le luminarie accese e sullo sfondo la Cattedrale

Da ormai qualche anno è stata introdotta nel giorno prima della festa vera e propria la benedizione dei buoi presso la fonte di San Pardo. Alle coppie di buoi presenti viene impartita dal parroco della città la benedizione, in seguito la carovana completa il rituale giro processionale presso il Centro Storico per porgere il saluto al Santo presente nella Basilica Cattedrale.

### 25 maggio

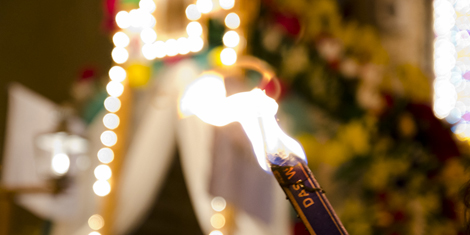
Fiaccolata del 25 maggio

Il 25 maggio, dopo che il sole è tramontato, i carri si avviano dal Centro Storico verso la parte alta di Larino, chiamata Piano San Leonardo, dove sorge una cappella all'interno del cimitero, dedicata al martire larinese San Primiano. Qui inizia la processione, dopo che il simulacro del Santo viene deposto nel primo carro. La processione sfila fino a notte fonda a passo lento insieme ai carri.

### 26 maggio
Il 26 maggio è quello più importante, perché ricorda l'arrivo in città, nell'842, delle spoglie di San Pardo.
In questo giorno i carri sfilano da un capo all'altro del Centro Storico, percorrendo le strette vie del paese, dove a volte il corteo procede molto lentamente, a tratti incrociandosi in un doppio senso di marcia.
Nel frattempo i Santi vengono portati a spalla in coda al cordone dei carri. L'ultimo dei Santi a sfilare è proprio San Pardo quasi a cedere il passo in segno di cordialità.

### 27 maggio

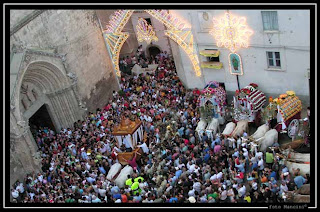
Il rientro del Santo in Cattedrale il 27 maggio

La fase conclusiva del 27 maggio consiste nel riaccompagnare il simulacro di San Primiano nella sua cappella. Un accompagnatore di eccezione posto sul carro n.1 è San Pardo, mentre tutti gli altri carri li precedono e la gente canta l'inno a lui dedicato.
Nel primo pomeriggio, dopo la celebrazione della Messa, si dedicano alla tanto attesa scampagnata, alla quale tutti possono partecipare.
Al termine si proseguirà alla volta della Cattedrale per concludere la festa. Giunti nuovamente nel Centro Storico, la processione si conclude dopo essere passata nei vicoli del Paese e successivamente postano aspettando il rientro del Santo Patrono nella sua dimora: la Cattedrale a lui dedicata.

### 17 ottobre: commemorazione della morte
Il 17 ottobre ricorre la morte del Santo Patrono, commemorata dai Larinesi con una settimana di preghiera e con la processione per le vie del Centro Storico. La giornata di "San Parde de vellegne" (in dialetto larinese San Pardo di vendemmia) è un secondo rito propiziatorio, dopo quello primaverile, per far sì che la raccolta di uva e olive vada a buon fine. Anche questa è una tradizione fortemente legata alle abitudini di vita contadine dei secoli passati.